# Championnat soviétique de rugby à XV
Le championnat d'URSS de rugby à XV regroupe l'élite des clubs soviétiques entre 1963 et 1991. Il est ensuite remplacé par les différents championnats nationaux. 

## Historique
La compétition est fondée en 1936, et connaît quelques éditions avant la deuxième guerre mondiale. Puis après celle-ci, le rugby est interdit en URSS en 1949. 
La compétition renaît en 1963, organisé par le Conseil central des syndicats de l'URSS (ru). Non organisé en 1964, il revient en 1965. En 1966, il passe sous l'égide de la nouvelle fédération soviétique. En 1967, le conseil des syndicats reprend la main, avant de passer définitivement dans les mains de la fédération en 1968. La dernière édition a lieu en 1991.

## Palmarès

### Championnat organisé par la fédération soviétique
| Année | Champion               | 2ème                  | 3ème                  |
| ----- | ---------------------- | --------------------- | --------------------- |
| 1936  | Dinamo Moscou          |                       |                       |
| 1938  | Dinamo Moscou          |                       |                       |
| 1939  | Dinamo Moscou          |                       |                       |
| 1966  | MVTU Moscou            | Dinamo Tbilissi       | Dinamo Moscou         |
| 1968  | MVTU Moscou            | Dinamo Moscou         | Lokomotiv Tbilissi    |
| 1969  | VVS Monino             | Fili Moscou           | MAI Moscou            |
| 1970  | Fili Moscou            | MAI Moscou            | VVA Monino            |
| 1971  | VVA Monino             | MAI Moscou            | Burevestnik Leningrad |
| 1972  | Fili Moscou            | VVA Monino            | Lokomotiv Tbilissi    |
| 1973  | Fili Moscou            | Burevestnik Leningrad | VVA Monino            |
| 1974  | Fili Moscou            | KIIGA Kiev            | VVA Monino            |
| 1975  | Fili Moscou            | KIIGA Kiev            | Lokomotiv Moscou      |
| 1976  | VVA Monino             | Slava Moscou          | KIIGA Kiev            |
| 1977  | VVA Monino             | Slava Moscou          | Fili Moscou           |
| 1978  | Aviator Kiev           | Fili Moscou           | Lokomotiv Tbilissi    |
| 1979  | Slava Moscou           | Fili Moscou           | VVA Monino            |
| 1980  | VVA Monino             | Lokomotiv Moscou      | Slava Moscou          |
| 1981  | VVA Monino             | Aviator Kiev          | Lokomotiv Tbilissi    |
| 1982  | Slava Moscou           | VVA Monino            | Aviator Kiev          |
| 1983  | Lokomotiv Moscou       | Fili Moscou           | Slava Moscou          |
| 1984  | VVA Monino             | DSC Koutaïssi         | Aviator Kiev          |
| 1985  | VVA Monino             | Slava Moscou          | Mshenebeli Koutaïssi  |
| 1986  | VVA Monino             | Slava Moscou          | Fili Moscou           |
| 1987  | Mshenebeli Koutaïssi   | VVA Monino            | Aviator Kiev          |
| 1988  | Mshenebeli Koutaïssi   | ETS Krasnoïarsk       | SKA Alma-Ata          |
| 1989  | Aia Koutaïssi          | VVA Monino            | IES Krasnoïarsk       |
| 1990  | Krasny Yar Krasnoïarsk | VVA Monino            | Aviator Kiev          |
| 1991  | Krasny Yar Krasnoïarsk | SKA Alma-Ata          | VVA Monino            |

### Championnat organisé par le Conseil central des syndicats de l'URSS
| Année | Champion                  | 2ème               | 3ème              |
| ----- | ------------------------- | ------------------ | ----------------- |
| 1963  | Burevestnik Moscou (MAI)  | Trud Moscou        | Gantiadi Tbilissi |
| 1965  | Burevestnik Moscou (MVTU) | Spartak Moscou     | Trud Moscou       |
| 1967  | Burevestnik Moscou (MVTU) | Lokomotiv Tbilissi | Spartak Moscou    |

## Bilan
| Club                                                                                 | Titre(s) | Premier(s) - Dernier(s) |
| ------------------------------------------------------------------------------------ | -------- | ----------------------- |
| VVA Monino (SKA MVO en 1966, VVS en 1968 et 1969)                                    | 9        | 1969-1986               |
| Fili Moscou                                                                          | 5        | 1970-1975               |
| Dinamo Moscou                                                                        | 3        | 1936-1939               |
| Aia Koutaïssi (DSK de 1977 à 1984, Mshenebeli de 1985 à 1988)                        | 3        | 1987-1989               |
| MVTU Moscou                                                                          | 2        | 1966-1968               |
| Slava Moscou                                                                         | 2        | 1966-1968               |
| Krasny Yar Krasnoïarsk (Politekhnik de 1973 à 1980, ETS de 1981 à 1988, KES en 1989) | 2        | 1990-1991               |
| Aviator Kiev (Spartak de 1966 à 1972, KIIGA de 1973 à 1977, Feniks en 1991)          | 1        | 1978                    |
| Lokomotiv Moscou                                                                     | 1        | 1983                    |